# Skolgatan, Jönköping

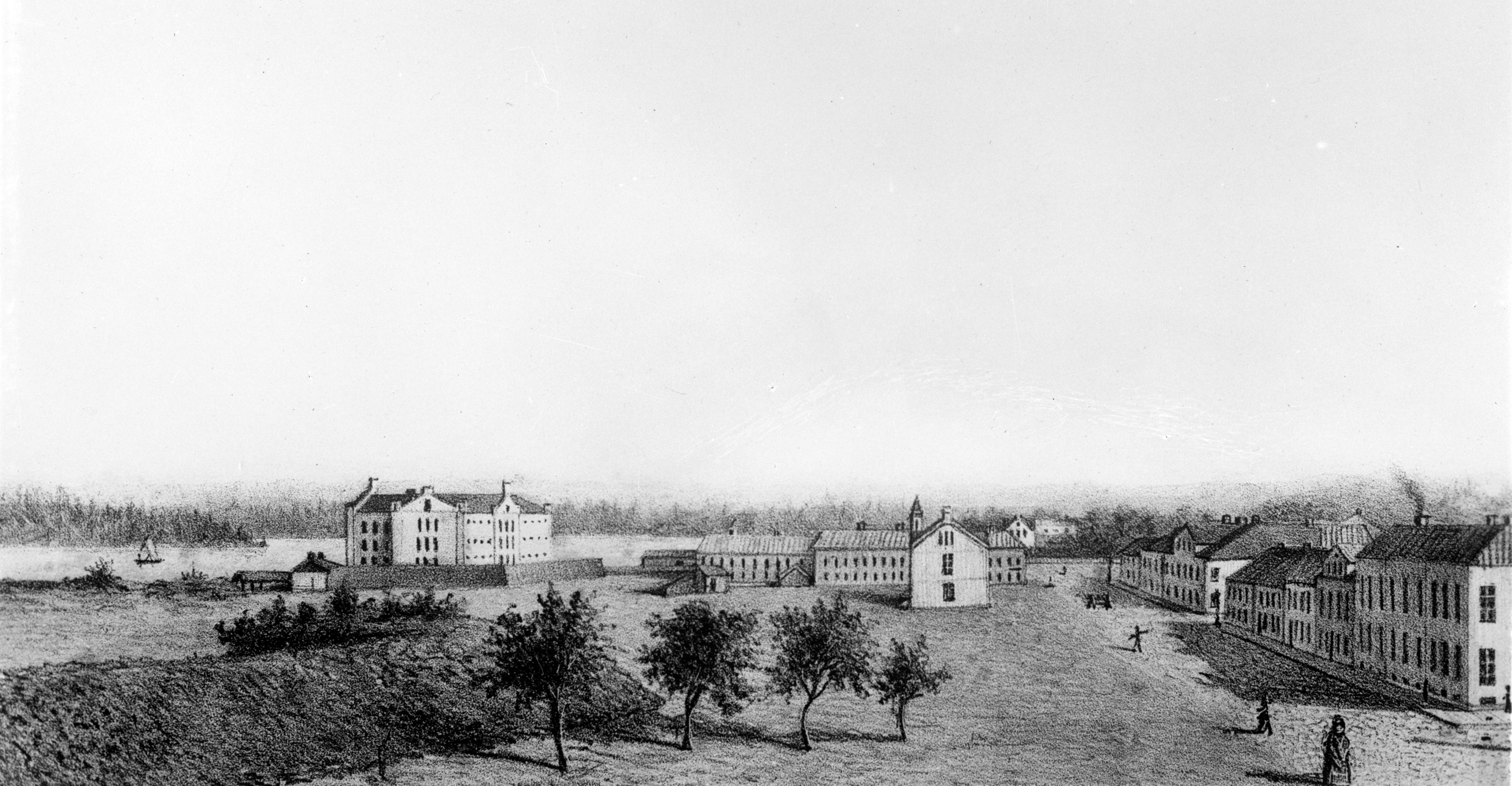
Kyrkogatan och det tidigare slottsområdet sedda söderut från nuvarande Skolgatan, 1860- eller 1870-tal. Hörnet Skolgatan/Nygatan syns längst till höger i bilden.

Skolgatan är en gata på Väster i Jönköping. Den tillhör den första gruppen gator som anlades, när Förstaden planerades under första hälften av 1800-talet.
Namnet kommer från byggnaden för Högre elementarläroverket i Jönköping, som uppfördes 1864–1867 och som från 1878 kallades Högre allmänna läroverket för gossar i Jönköping. Byggnaden blev 1914 Jönköpings rådhus.  
Skolgatan går numera mellan Munksjön och Slottskyrkogården. Ursprungligen lades den enligt en plan från 1836 som en två kvarter lång tvärgata mellan den nya långgatan Kyrkogatan och fastigheten Stora Trädgård vid den nya långgatan Trädgårdsgatan. Några decennier senare drogs den vidare västerut över Stora Trädgårds tidigare tomt, samt österut över de tidigare befästningsverken till Jönköpings slott.

## Byggnader och anläggningar
- Slottsbron
- Rådhusparken
- Lantmäterikontoret i Jönköping
- Gamla Riksbankshuset
- Länsresidenset
- Braheparken
- Rådhuset
- Riksbankshuset i Jönköping
- Hasseln 2, byggt 1887, ritat av Georg Krüger

## Bildgalleri

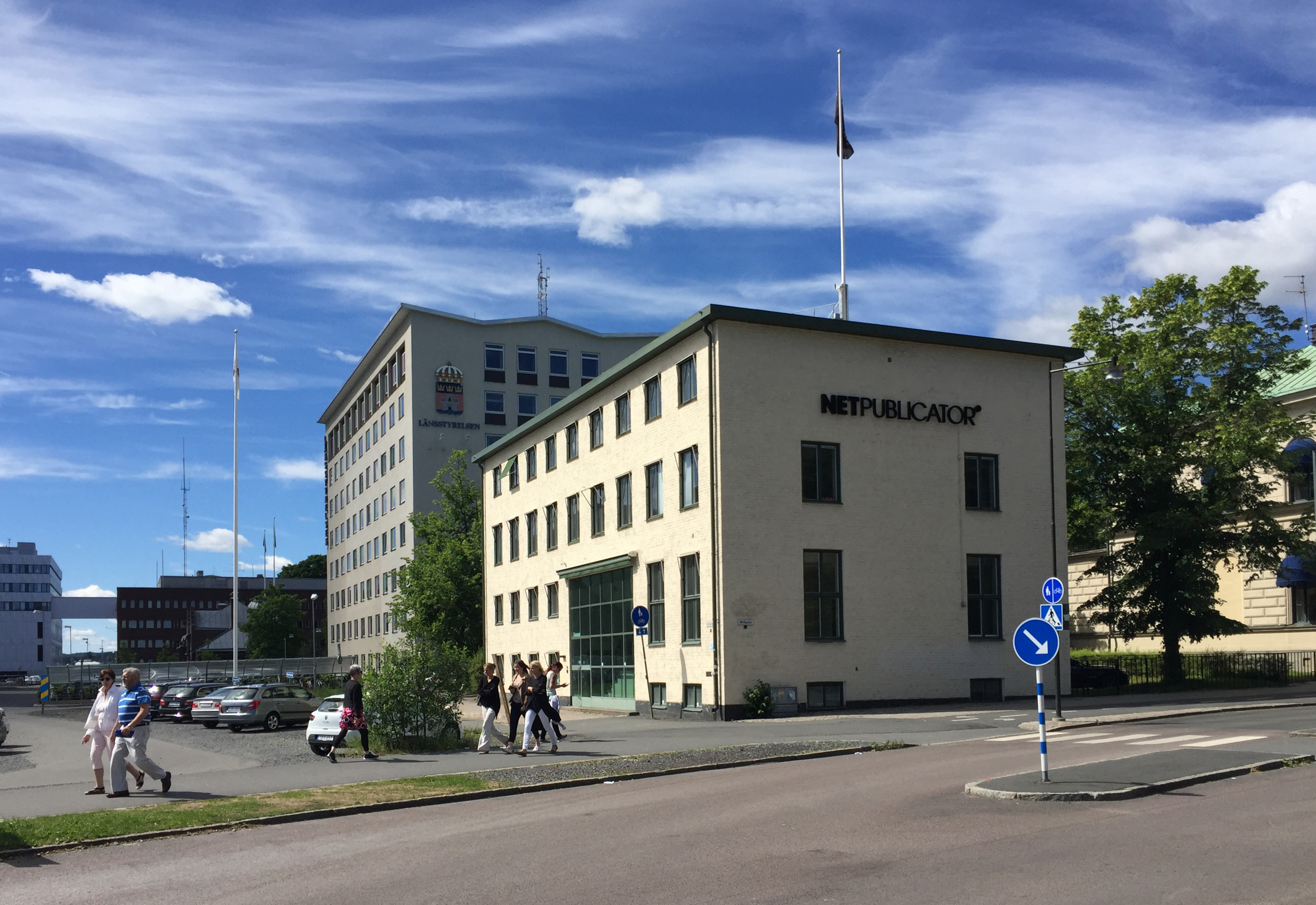
Lantmäterikontoret i Jönköping
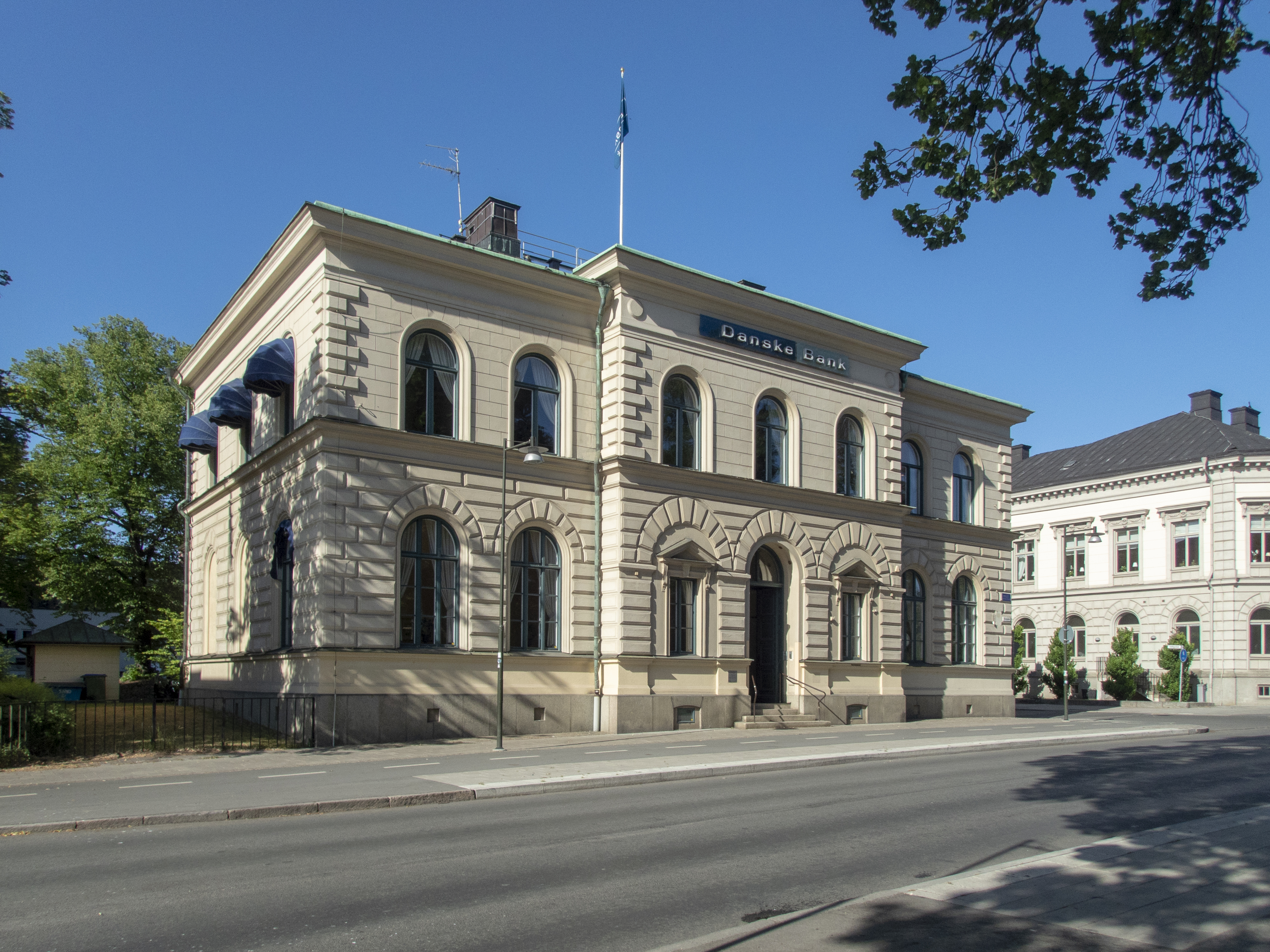
Gamla Riksbankshuset
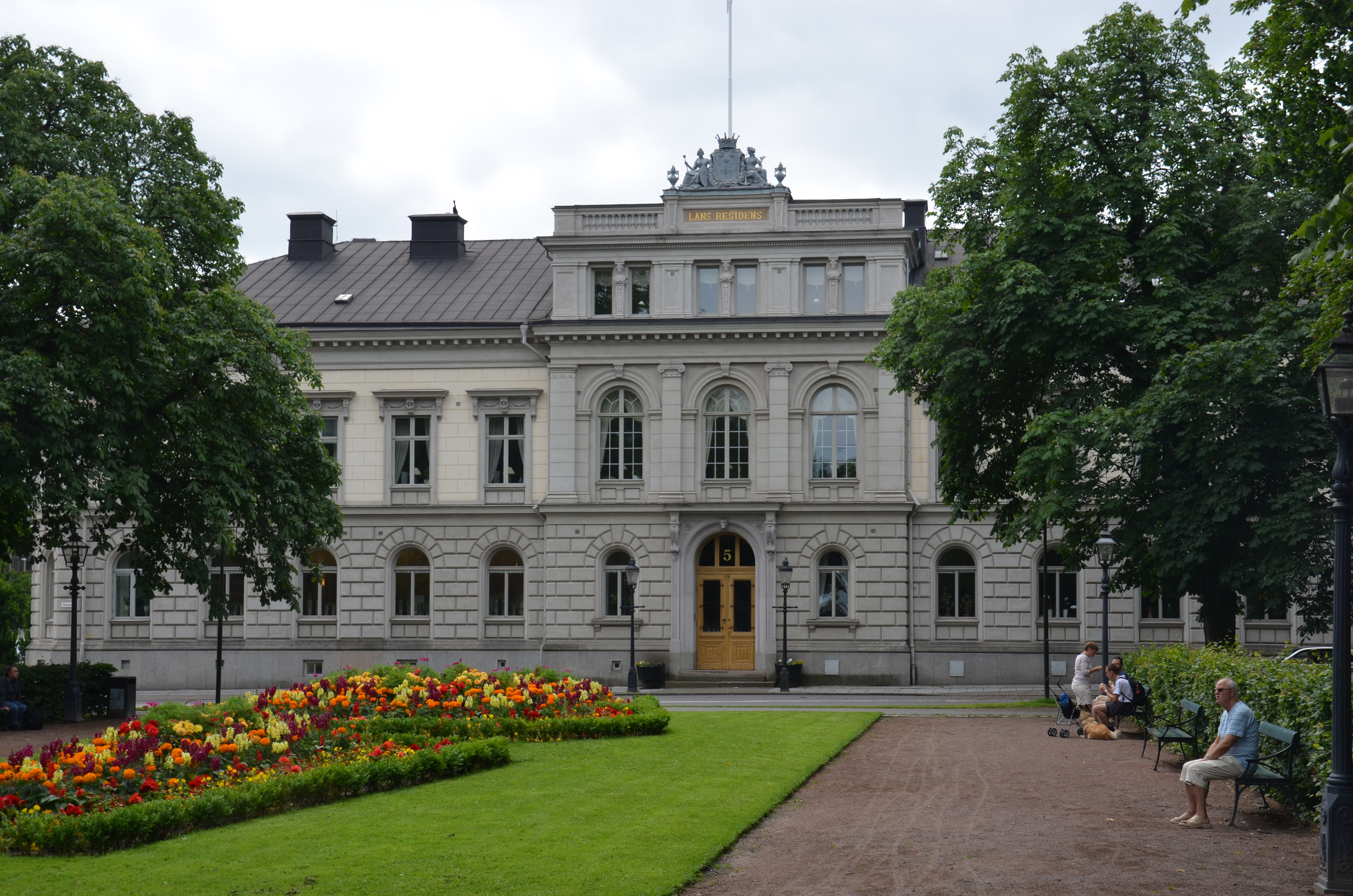
Länsresidenset
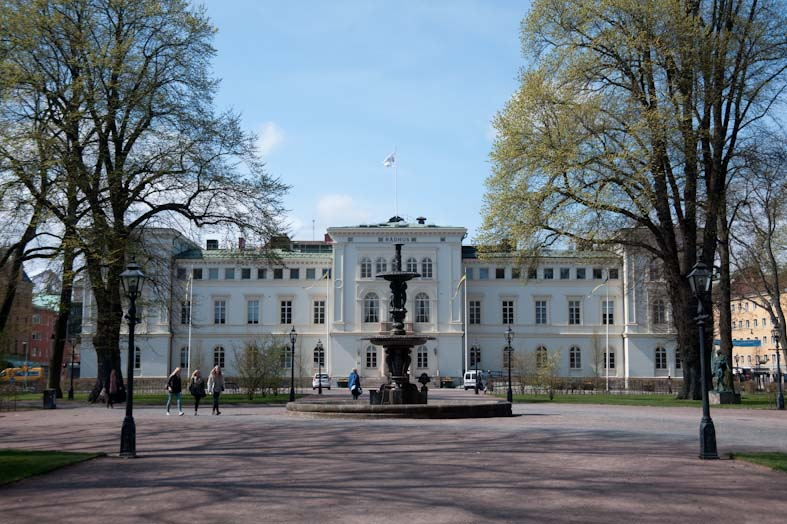
Jönköpings rådhus
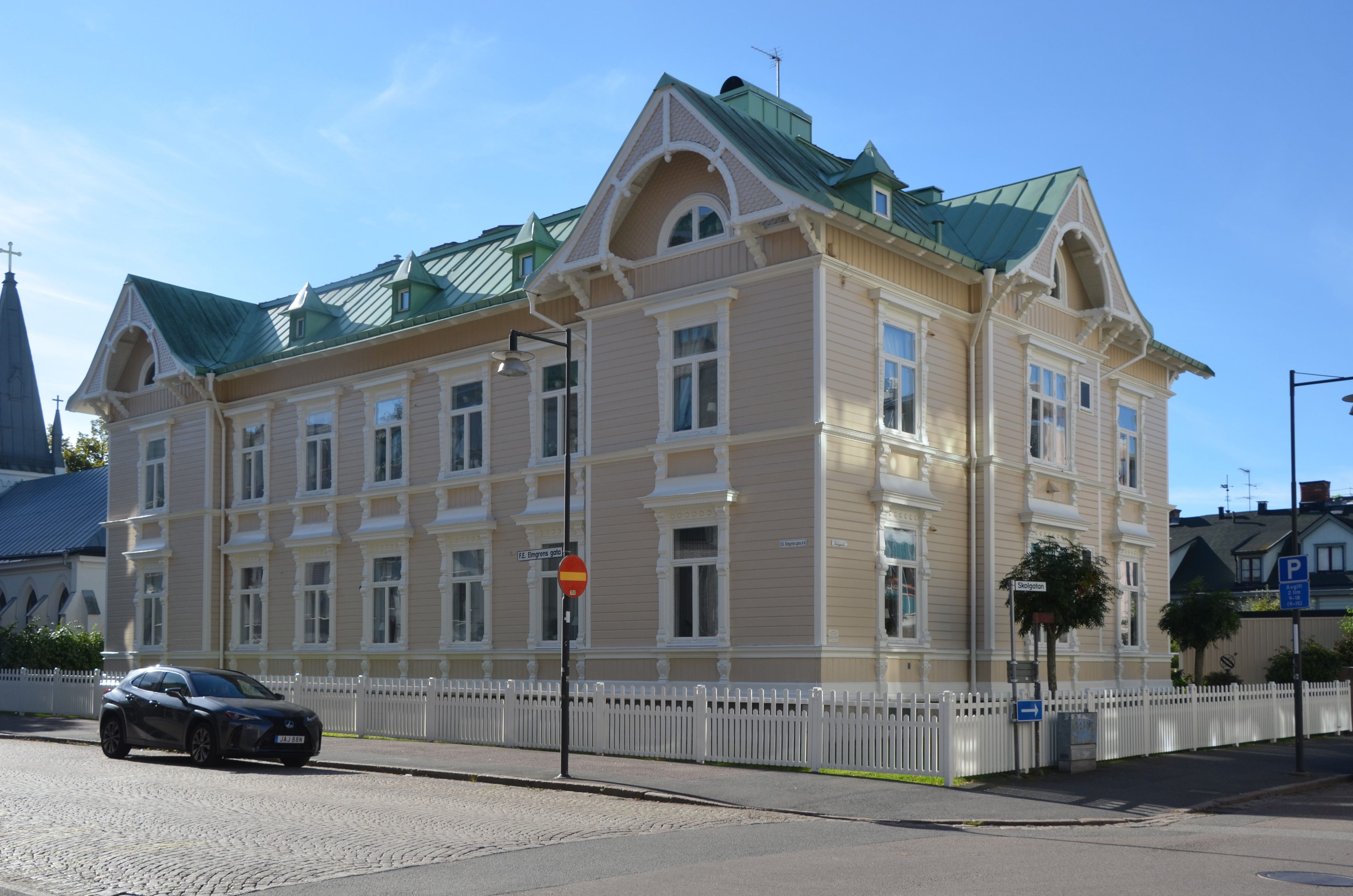
Hasseln 2